# Wao (Lanao del Sur)
Wao is een gemeente in de Filipijnse provincie Lanao del Sur in het noorden van het eiland Mindanao. Bij de laatste census in 2007 had de gemeente ruim 42 duizend inwoners.

## Geografie

### Bestuurlijke indeling
Wao is onderverdeeld in de volgende 26 barangays:
| - Amoyong - Balatin - Banga - Bo-ot - Buntongun - Cebuano Group - Christian Village - Eastern Wao - Extension Poblacion - Gata - Kabatangan - Kadingilan - Katutungan | - Kilikili East - Kilikili West - Malaigang - Manila Group - Milaya - Mimbuaya - Muslim Village - Pagalongan - Panang - Park Area - Pilintangan - Serran Village - Western Wao |

## Demografie
Wao had bij de census van 2007 een inwoneraantal van 42.186 mensen. Dit zijn 6.669 mensen (18,8%) meer dan bij de vorige census van 2000. De gemiddelde jaarlijkse groei komt daarmee uit op 2,40%, hetgeen hoger is dan het landelijk jaarlijks gemiddelde over deze periode (2,04%). Vergeleken met de census van 1995 is het aantal mensen met 14.683 (53,4%) toegenomen.

De bevolkingsdichtheid van Wao was ten tijde van de laatste census, met 42.186 inwoners op 485,24 km², 86,9 mensen per km².